# Liste der von der Deutschen Antarktischen Expedition 1938/39 benannten geographischen Objekte
Die Liste gibt die Namen und Positionen von 87 geographischen Objekten im Königin-Maud-Land in der Ostantarktis wieder, die im Januar und Februar 1939 durch die Deutsche Antarktische Expedition 1938/39 bei photogrammetrischen Flügen entdeckt wurden. Die Namen wurden erstmals 1942 auf den Kartenbeilagen zu Alfred Ritschers Expeditionsbericht verzeichnet. Am 5. August 1952 wurde die Vergabe der Namen durch das Auswärtige Amt im Bundesanzeiger Nr. 149 bestätigt.
Die genaue Lage von Objekten in Kursivschrift konnte bisher nicht bestimmt werden, da die Position im Expeditionsbericht aufgrund von Navigationsproblemen der Flugzeuge zu ungenau angegeben war und die meisten Luftbilder, die eine Identifikation erlauben würden, im Zweiten Weltkrieg verloren gingen. Die Namen von Objekten, welche eindeutig lokalisiert werden konnten, wurden auf der ab 1966 vom Norsk Polarinstitutt herausgegebenen topographischen Karte Dronning Maud Land 1:250.000 in der norwegischen Übersetzung verwendet.

## Liste
| Name                           | Name auf der norwegischen Karte             | Position (Angabe im Bundesanzeiger)                                                                                      | Position (korrigierte Mittelpunktkoordinaten) | Benennung nach / Anmerkung |
| ------------------------------ | ------------------------------------------- | --- | --------------------------------------------- | --- |
| Alexander-von-Humboldt-Gebirge | Humboldtfjella                              | 71° 24′–72° S, 11°–12° O                                                                                                 | 71° 40′ S, 11° 30′ O                          | Alexander von Humboldt |
| Humboldt-Graben                | Humboldtsøkket                              | am Ostrand des Alexander-von-Humboldt-Gebirges                                                                           | 71° 45′ S, 11° 55′ O                          | Alexander von Humboldt |
| Altar                          | Altaret                                     | 71° 36′ S, 11° 18′ O | 71° 39′ S, 11° 23′ O                          | markante Bergform |
| Amelang-Platte                 | Ladfjella                                   | 74° S, 6° 12′–6° 30′ W                                                                                                   | 74° 5′ S, 5° 40′ W                            | Herbert Amelang, 1. Offizier der „Schwabenland“                                                                                          |
| Am Überlauf                    | Grautrenna                                  | östlich der Eckhörner | 71° 33′ S, 11° 37′ O                          | vergletscherter Pass |
| Barkley-Berge                  | Barkleyfjella                               | 72° 48′ S, 1° 30′–0° 48′ O                                                                                               | 72° 23′ S, 1° 0′ O                            | Erich Barkley (1912–1944), Biologe der Expedition                                                                                        |
| Bastei                         | Bastionen                                   | 71° 18′ S, 13° 36′ O | 71° 22′ S, 13° 32′ O                          | markanter Berg |
| Bludau-Berge                   | Hallgrenskarvet und Heksegryta              | Teil eines 150 km langen Rückens zwischen 72° 42′ S, 3° 30′ W und 74° S, 5° W                                            | 73° 25′ S, 3° 30′ O                           | Josef Bludau (1889–1967), Expeditionsarzt                                                                                                |
| Bolle-Berg                     |                                             | 72° 18′ S, 6° 30′ O |                                               | Herbert Bolle, Deutsche Lufthansa, Werkmeister der Flugzeugmonteure                                                                      |
| Boreas                         | Boreas                                      | | 71° 18′ S, 3° 57′ W                           | Dornier Wal D-AGAT „Boreas“, eines der beiden Expeditionsflugzeuge                                                                       |
| Brandt-Berg                    |                                             | 72° 13′ S, 1° 0′ O |                                               | Emil Brandt (* 1900), Matrose, rettete einen Kameraden vor dem Ertrinken                                                                 |
| Bruns-Berge                    |                                             | 72° 05′ S, 1° 0′ O |                                               | Herbert Bruns (* 1908), Elektroingenieur des Expeditionsschiffs                                                                          |
| Buddenbrock-Kette              |                                             | 71° 42′ S, 6° O | 71° 52′ S, 5° 25′ O                           | Friedrich Freiherr von Buddenbrock, Betriebsleiter des Atlantik-Flugverkehrs der Deutschen Lufthansa                                     |
| Bundermann-Ketten              | Grytøyrfjellet                              | 71° 48′–72° S, 3° 24′ O                                                                                                  | 72° 0′ S, 4° 30′ O                            | Max Bundermann (* 1904), Luftbildphotograph                                                                                              |
| Conrad-Gebirge                 | Conradfjella                                | 71° 42′–72° 18′ S, 10° 30′ O                                                                                             | 71° 50′ S, 9° 45′ O                           | Fritz Conrad |
| Dallmann-Berge                 | Dallmannfjellet                             | 71° 42′–72° S, dicht westlich 11° O                                                                                      | 71° 48′ S, 10° 30′ O                          | Eduard Dallmann |
| Drygalski-Berge                | Drygalskifjella                             | 71° 6′–71° 48′ S, 7° 6′–9° 30′ O                                                                                         | 71° 50′ S, 8° 15′ O                           | Erich von Drygalski |
| Eckhörner                      | Hjørnehorna                                 | Nordende des Alexander-von-Humboldt-Gebirges                                                                             | 71° 32′ S, 11° 28′ O                          | markante Bergform |
| Filchner-Berge                 | Filchnerfjella                              | 71° 6′–71° 48′ S, 7° 6′–9° 30′ O                                                                                         | 72° 0′ S, 7° 30′ O                            | Wilhelm Filchner |
| Gablenz-Rücken                 |                                             | 72°–72° 18′ S, 5° O |                                               | Carl August von Gablenz |
| Gburek-Spitzen                 | Gburektoppane                               | 72° 42′ S, 0° 48′–1° 10′ W                                                                                               | 72° 10′ S, 0° 10′ W                           | Leo Gburek (1910–1941), Geomagnetiker |
| Geßner-Spitze                  | Gessnertind                                 | 71° 54′ S, 6° 54′ O | 71° 44′ S, 6° 54′ O                           | Wilhelm Geßner (1890–1945), Direktor der Hansa Luftbild                                                                                  |
| Gneis-Kopf                     | Gneisskolten                                | 71° 54′ S, 12° 12′ O | 71° 56′ S, 12° 6′ O                           | markanter Gipfel |
| Gockel-Kamm                    | Vorrkulten                                  | 73° 12′ S, 0° 12′ W | 73° 3′ S, 1° 54′ W                            | Wilhelm Gockel, Expeditions-Meteorologe                                                                                                  |
| Graue Hörner                   | Gråhorna                                    | Südecke des nördlichen Teils der Petermannketten                                                                         | 71° 37′ S, 12° 13′ O                          | markante Gipfel |
| Gruber-Berge                   | Slokstallen und Petrellfjellet              | 72° S, 4° O | 72° 0′ S, 4° 50′ O                            | Erich Gruber (1912–1940), Funker von D-AGAT „Boreas“                                                                                     |
| Habermehl-Gipfel               | Habermehltoppen                             | dicht westlich der Geßnerspitze                                                                                          | 71° 48′ S, 6° 54′ O                           | Richard Habermehl, Leiter des Reichswetterdienstes                                                                                       |
| Hädrich-Berg                   |                                             | 71° 57′ S, 6° 12′ O | 72° 4′ S, 4° 50′ O                            | Willy Hädrich, Prokurist bei der Deutschen Lufthansa, verantwortlich für das Rechnungswesen der Expedition                               |
| Hedden-Berg                    |                                             | 72° 8′ S, 1° 10′ O |                                               | Karl Hedden, Matrose, rettete einen Kameraden vor dem Ertrinken                                                                          |
| Herrmann-Berge                 |                                             | 73° S, 0°–1° O | 72° 34′ S, 0° 30′ O                           | Ernst Herrmann (Forschungsreisender), Geologe der Expedition                                                                             |
| In der Schüssel                | Grautfatet                                  | im Norden des Alexander-von-Humboldt-Gebirges                                                                            | 71° 34′ S, 11° 30′ O                          | vergletschertes Tal |
| Johannes-Müller-Kamm           | Müllerkammen                                | | 72° 11′ S, 8° 8′ O                            | Johannes Müller († 1941), Teilnehmer an der 2. Deutschen Südpolarexpedition 1911/12, Leiter der Abteilung Nautik des Norddeutschen Lloyd |
| Kaye-Kamm                      | Langfloget                                  | 72° 30′ S, 4° 48′ O | 72° 7′ S, 4° 20′ O                            | Georg Kaye, Marinebaurat, betreute die Schiffe der Lufthansa                                                                             |
| Kleinschmidtgipfel             | Enden                                       | Teil eines 150 km langen Rückens zwischen 72°42′ S, 3°30′ W und 74° S, 5° W                                              | 73° 40′ S, 4° 15′ O                           | Ernst Kleinschmidt, Deutsche Seewarte |
| Kottas-Berge                   | Milorgfjella                                | 74° 6′–74° 18′ S, 8° 12′–9° W                                                                                            | 74° 20′ S, 9° 45′ W                           | Alfred Kottas, Kapitän der Schwabenland                                                                                                  |
| Kraul-Berge                    | Vestfjella                                  | | 73° 10′ S, 14° 0′ W                           | Otto Kraul, Eislotse |
| Krüger-Berg                    | Kvitskarvet                                 | 73° 6′ S, 1° 18′ O | 72° 36′ S, 0° 57′ O                           | Walter Krüger, Meteorologe der Expedition                                                                                                |
| Kubus                          | Kubus                                       | 72° 24′ S, 7° 30′ O | 71° 59′ S, 7° 20′ O                           | markante Bergform |
| Kurze-Gebirge                  | Kurzefjella                                 | 72° 6′–72° 30′ S, 9° 30′–10° O                                                                                           | 71° 55′ S, 9° 0′ O                            | Friedrich Kurze, Vize-Admiral, Leiter der nautischen Abteilung des Oberkommandos der Marine                                              |
| Lange-Platte                   |                                             | 71° 58′ S, 0° 25′ O |                                               | Heinz Lange (1908–1943), Meteorologie-Assistent                                                                                          |
| Loesener-Platte                | Skorvetangen, Hamarskorvene und Kvithamaren | 72° S, 4° 18′ O | 72° 2′ S, 5° 10′ O                            | Kurt Loesener, Flugzeugmechaniker von D-AGAT „Boreas“                                                                                    |
| Lose Platte                    | Lausflæet                                   | | 71° 38′ S, 11° 17′ O                          | markante Bergform |
| Luz-Rücken                     |                                             | 72°–72° 18′ S, 5° 30′ O                                                                                                  |                                               | Martin Luz, kaufmännischer Direktor bei der deutschen Lufthansa                                                                          |
| Mayr-Kette                     | Jutulsessen                                 | 72°–72° 18′ S, 3° 24′ O                                                                                                  | 72° 3′ S, 2° 45′ O                            | Rudolf Mayr, Pilot von D-ALOX „Passat“                                                                                                   |
| Matterhorn                     | Ulvetanna                                   | höchster Gipfel in den Drygalskibergen                                                                                   | 71° 52′ S, 8° 20′ O                           | markante Bergform |
| Mentzel-Berg                   | Mentzelfjellet                              | 71° 18′ S, 13° 42′ O | 71° 22′ S, 13° 39′ O                          | Rudolf Mentzel |
| Mühlig-Hofmann-Gebirge         | Mühlig-Hofmannfjella                        | 71° 48′–72° 36′ S, 3° O                                                                                                  | 72° 0′ S, 4° 30′ O                            | Albert Mühlig-Hofmann |
| Neumayer-Steilwand             | Neumayerskarvet                             | | 73° 10′ S, 1° 50′ W                           | Georg von Neumayer |
| Neu-Schwabenland               |                                             | | 72° 0′ S, 5° 0′ O                             | Expeditionsschiff „Schwabenland“ |
| Nordwestliche Insel            | Nordvestøya                                 | Nordende des Alexander-von-Humboldt-Gebirges                                                                             | 71° 27′ S, 11° 35′ O                          | inselartige Nunatakgruppe |
| Östliches Hochfeld             | Austre Høgskeidet                           | zwischen südlichem und mittlerem Abschnitt der Petermannketten                                                           | 71° 50′ S, 12° 10′ O                          | Eiszunge |
| Ober-See                       | Øvresjøen                                   | 71° 12′ S, 13° 42′ O | 71° 17′ S, 13° 39′ O                          | zugefrorener See |
| Passat                         | Passat                                      | | 71° 18′ S, 3° 55′ O                           | Donier Wal D-ALOX |
| Paulsen-Berge                  | Brattskarvet, Vendeholten und Vendehø       | 72° 24′ S, 1° 30′ O | 72° 10′ S, 1° 20′ O                           | Karl-Heinz Paulsen, Ozeanograph der Expedition                                                                                           |
| Payer-Gruppe                   | Payerfjella                                 | 72° 0′ S, 14° 42′ O | 72° 0′ S, 14° 35′ O                           | Julius von Payer |
| Penck-Mulde                    | Pencksøkket                                 | | 73° 0′ S, 3° 0′ W                             | Albrecht Penck |
| Petermann-Ketten               | Petermannkjeda                              | zwischen dem Alexander-Humboldt-Gebirge und dem „zentralen Wohlthatmassiv“ [=Otto-von-Gruber-Gebirge] auf 71°18′–72°9′ S | 71° 40′ S, 12° 20′ O                          | August Petermann |
| Preuschoff-Rücken              | Hochlinfjellet                              | 72° 18′–72° 30′ S, 4° 30′ O                                                                                              | 72° 5′ S, 4° 0′ O                             | Franz Preuschoff, Flugzeugmechaniker von D-ALOX „Passat“                                                                                 |
| Regula-Kette                   | Regulakjeda                                 | | 72° 36′ S, 3° 0′ W                            | Herbert Regula (1910–1980), I. Meteorologe der Expedition                                                                                |
| Ritscher-Gipfel                | Ritschertind                                | 71° 24′ S, 13° 24′ O | 71° 24′ S, 13° 20′ O                          | Alfred Ritscher |
| Ritscher-Land                  | Ritscherflya                                | | 72° 30′ S, 3° 30′ W                           | Alfred Ritscher |
| Röbke-Berg                     | Isbrynet                                    | | 73° 8′ S, 4° 28′ W                            | Karl-Heinz Röbke (* 1909), II. Offizier der „Schwabenland“                                                                               |
| Ruhnke-Berg                    | Festninga                                   | 72° 30′ S, 4° O | 72° 8′ S, 3° 40′ O                            | Herbert Ruhnke (1904–1944), Funker von D-ALOX „Passat“                                                                                   |
| Sauter-Riegel                  | Terningskarvet                              | 72° 36′ S, 3° 18′ O | 72° 10′ S, 2° 45′ O                           | Siegfried Sauter, Luftbildphotograph |
| Schirmacher-Seenplatte         | Schirmacheroasen                            | 70° 40′ S, 11° 40′ O | 70° 45′ S, 11° 40′ O                          | Richardheinrich Schirmacher, Pilot von D-AGAT „Boreas“                                                                                   |
| Schneider-Riegel               |                                             | 73° 42′ S, 3° 18′ W |                                               | Hans Schneider, Abteilungsleiter Ausrüstung beim Norddeutschen Lloyd                                                                     |
| Schubertgipfel                 | Høgfonna und Ovbratten                      | Teil eines 150 km langen Rückens zwischen 72°42′ S, 3°30′ W und 74° S, 5° W                                              | 72° 47′ S, 3° 43′ O                           | Otto von Schubert, Hauptabteilungsleiter Nautik der Deutschen Seewarte                                                                   |
| Schulz-Höhen                   | Lagfjella                                   | 73° 42′ S, 7° 36′ W | 74° 6′ S, 6° 30′ O                            | Robert Schulz, II. Ingenieur der „Schwabenland“                                                                                          |
| Schichtberge                   | Sjiktberga                                  | 71° 24′ S, 13° 12′ O | 71° 26′ S, 13° 7′ O                           | |
| Schwarze Hörner                | Svarthorna                                  | Südecke des nördlichen Teils der Petermannketten                                                                         | 71° 35′ S, 12° 34′ O                          | markante Bergform |
| See-Kopf                       | Sjøhausen                                   | 71° 12′ S, 13° 48′ O | 71° 17′ S, 13° 42′ O                          | markanter Berg |
| Seilkopf-Berge                 | Nälegga                                     | Teil eines 150 km langen Rückens zwischen 72°42′ S, 3°30′ W und 74° S, 5° W                                              | 72° 38′ S, 3° 40′ W                           | Heinrich Seilkopf, Leiter der Abteilung See-Flug der Deutschen Seewarte und Professor für Meteorologie                                   |
| Sphinx-Kopf                    | Sfinksskolten                               | am Nordende der Petermannketten                                                                                          | 71° 27′ S, 11° 57′ O                          | markanter Berg |
| Spieß-Gipfel                   | Huldreslottet                               | Teil eines 150 km langen Rückens zwischen 72°42′ S, 3°30′ W und 74° S, 5° W                                              | 72° 58′ S, 3° 50′ W                           | Admiral Fritz Spieß, Kommandant des Forschungsschiffes Meteor                                                                            |
| Stein-Kuppen                   | Straumsnutane                               | | 71° 40′ S, 1° 30′ W                           | Willy Stein, Bootsmann der „Schwabenland“                                                                                                |
| Todt-Riegel                    | Todtskota                                   | 71° 18′ S, 14° 18′ O | 71° 22′ S, 13° 55′ O                          | Herbert Todt, Assistent des Expeditionsleiters                                                                                           |
| Uhlig-Gipfel                   | Uhligberga                                  | Teil eines 150 km langen Rückens zwischen 72°42′ S, 3°30′ W und 74° S, 5° W                                              | 73° 50′ S, 5° 10′ W                           | Karl Uhlig, Leitender Ingenieur der „Schwabenland“                                                                                       |
| Unter-See                      | Nedresjøen                                  | 71° 18′ S, 13° 30′ O | 71° 21′ S, 13° 28′ O                          | zugefrorener See |
| Vorposten                      | Forposten                                   | 71° 24′ S, 15° 48′ O | 71° 30′ S, 15° 30′ O                          | abgelegener Nunatak |
| Westliches Hochfeld            | Vestre Høgskeidet                           | | 71° 50′ S, 11° 30′ O                          | vergletscherte Ebene |
| Weyprecht-Berge                | Weyprechtfjella                             | 72° 0′ S, 13° 30′ O | 72° 0′ S, 13° 30′ O                           | Carl Weyprecht |
| Wegener-Inlandeis              | Wegenerisen                                 | | 73° 0′ S, 5° 0′ O                             | Alfred Wegener |
| Witte-Spitzen                  | Marsteinen, Valken, Krylen und Knotten      | | 71° 30′ S, 2° 0′ W                            | Dietrich Witte, Motorenwart der „Schwabenland“                                                                                           |
| Wohlthat-Massiv                | Wohlthatmassivet                            | | 71° 40′ S, 12° 30′ O                          | Helmuth Wohlthat |
| Zimmermann-Berg                | Zimmermannfjellet                           | 71° 18′ S, 13° 24′ O | 71° 21′ S, 13° 20′ O                          | Carl Zimmermann, Vizepräsident der Deutschen Forschungsgemeinschaft                                                                      |
| Zuckerhut                      | Sukkertoppen                                | 71° 24′ S, 13° 30′ O | 71° 25′ S, 13° 27′ O                          | markante Bergform |
| Zwieselberg                    | Zwieselhøgda                                | am Südende der östlichen Petermannkette                                                                                  | 71° 44′ S, 12° 8′ O                           | |

Darüber hinaus erscheinen auf den von Otto von Gruber bearbeiteten Kartenbeilagen zum Expeditionsbericht acht Namen, die 1952 nicht im Bundesanzeiger veröffentlicht wurden.
| Name                     | Name auf der norwegischen Karte | Position             |
| ------------------------ | ------------------------------- | -------------------- |
| Schneide                 | Madsensåta                      | 71° 20′ S, 12° 36′ O |
| Schneidengruppe          | Johnsonhorna                    | 71° 21′ S, 12° 24′ O |
| Westliche Petermannkette | Vestre Petermannkjeda           | 71° 36′ S, 12° 12′ O |
| Mittlere Petermannkette  | Midtre Petermannkjeda           | 71° 30′ S, 12° 30′ O |
| Östliche Petermannkette  | Austre Petermannkjeda           | 71° 25′ S, 12° 40′ O |
| Großes Schwarzhorn       | Store Svarthorn                 | 71° 36′ S, 12° 33′ O |
| Felsinsel                | Hansenhovden                    | 72° 23′ S, 1° 0′ O   |
| Grabenhorn               | Søkkhornet                      | 71° 48′ S, 12° 2′ O  |